# Saint-André-de-Chalencon
Saint-André-de-Chalencon ist eine französische Gemeinde mit 381 Einwohnern (Stand: 1. Januar 2022) im Département Haute-Loire in der Region Auvergne-Rhône-Alpes. Sie gehört zum Arrondissement Yssingeaux sowie zum Kanton Bas-en-Basset.

## Geographie
Saint-André-de-Chalencon liegt an der Ance, etwa 26 Kilometer nordnordöstlich von Le Puy-en-Velay an der Grenze der Naturlandschaften Emblavès (auch Emblavez geschrieben) und Forez. Die Nachbargemeinden von Saint-André-de-Chalencon sind Saint-Julien-d’Ance im Norden und Westen, Boisset im Norden und Nordosten, Tiranges im Osten, Solignac-sous-Roche im Südosten, Roche-en-Régnier im Süden sowie Saint-Pierre-du-Champ im Westen und Südwesten.

## Bevölkerungsentwicklung
| Jahr                       | 1962 | 1968 | 1975 | 1982 | 1990 | 1999 | 2006 | 2017 |
| Einwohner                  | 513  | 449  | 329  | 343  | 271  | 278  | 343  | 356  |
| Quellen: Cassini und INSEE |      |      |      |      |      |      |      |      |

## Sehenswürdigkeiten
- Kirche Saint-Paul
- Burg, Stammsitz des Hauses Chalençon
- frühere Ortsbefestigung

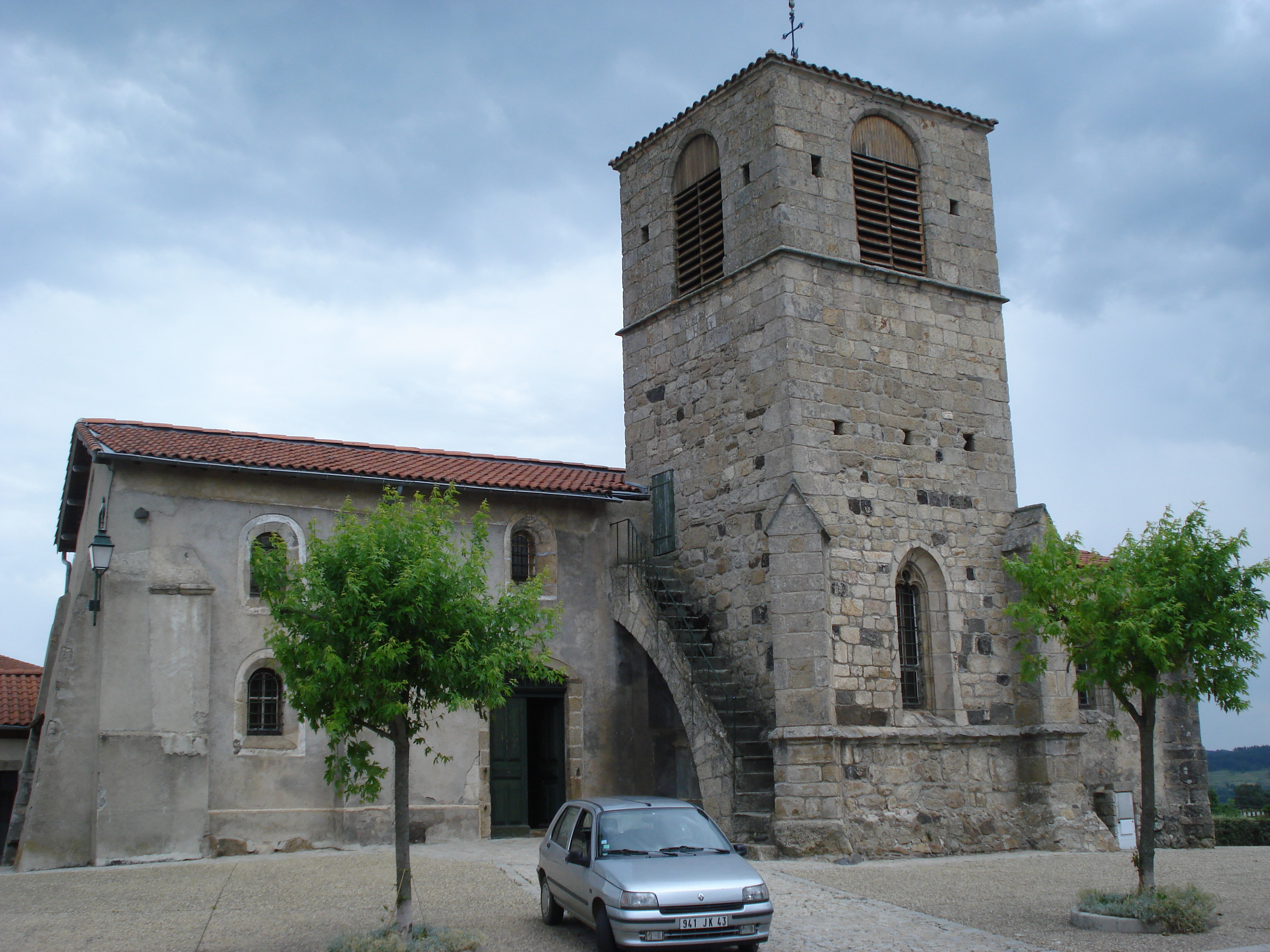
Kirche
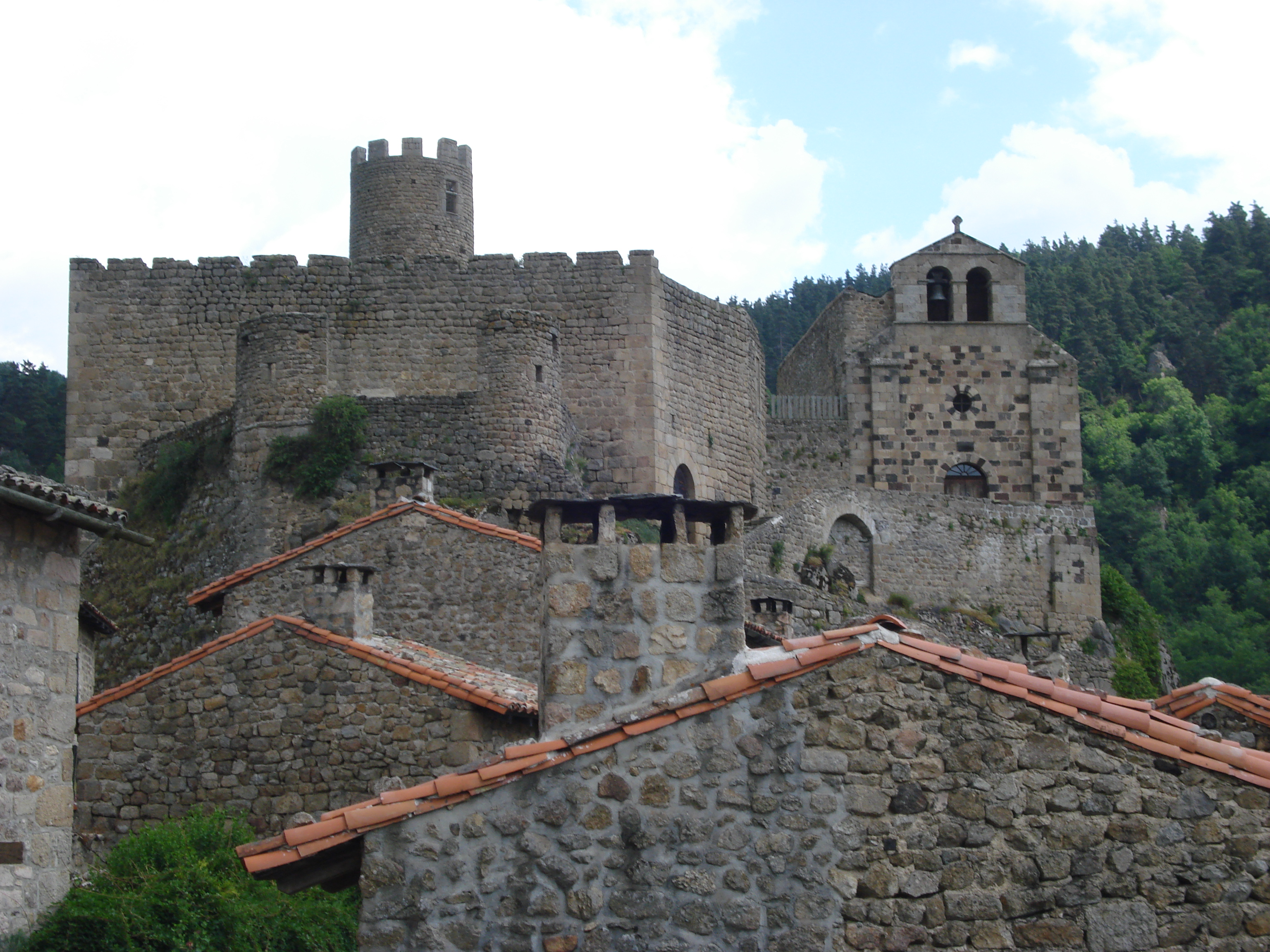
Burg und Kirche
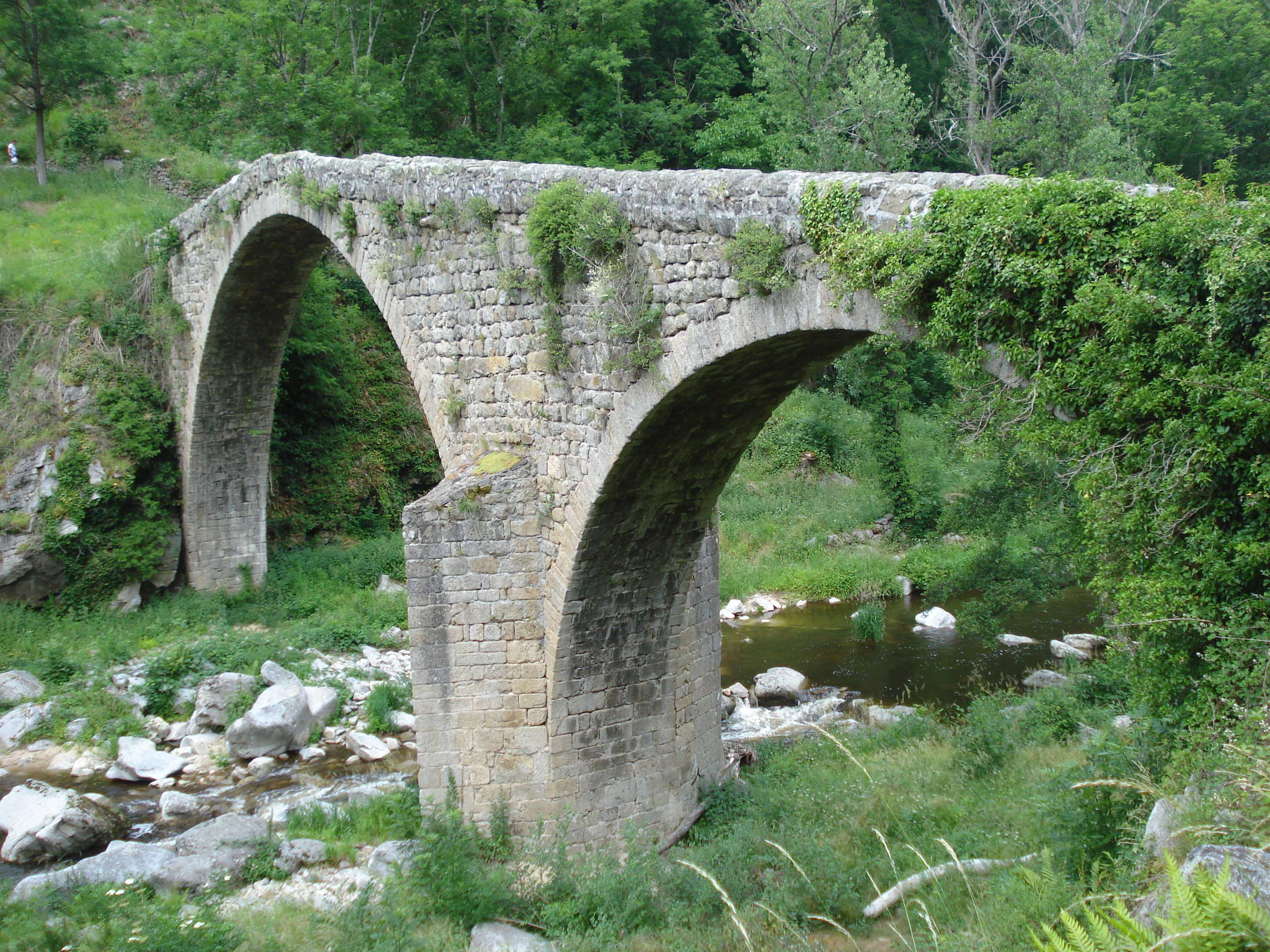
Teufelsbrücke über den Ance